# Macrogena monodactyla
Macrogena monodactyla är en kvalsterart som beskrevs av Wallwork 1966. Macrogena monodactyla ingår i släktet Macrogena och familjen Ceratozetidae. Inga underarter finns listade i Catalogue of Life.